# Lo Conceller
Lo Conceller és una revista literària i artística publicada el 1898. Es va editar un total de dotze números sota la direcció Josep Maria Folch i Torres. Segons les portades, els exemplars sortien els dilluns. Es va utilitzar la tècnica del velografiat en la impressió. Tenia un format de 323x220 mm i tenia una extensió de quatre pàgines a doble columna. El primer número es va publicar el 17 de gener i el darrer el 3 d'abril.